# Boyne Island
Boyne Island är en ö i Australien. Den ligger i delstaten Queensland, omkring 430 kilometer nordväst om delstatshuvudstaden Brisbane.
Runt Boyne Island är det i huvudsak tätbebyggt. Genomsnittlig årsnederbörd är 1 139 millimeter. Den regnigaste månaden är januari, med i genomsnitt 290 mm nederbörd, och den torraste är september, med 22 mm nederbörd.